# Гуцу, Ион Тимофеевич
Ион (Иван) Тимофеевич Гуцу (рум. Ion Guțu; род. 7 января 1943, с. Егорень ныне Сорокский район, Молдавская ССР, СССР) — советский и молдавский государственный и коммунистический деятель, вице-премьер министр, министр экономики, секретарь и 2-й секретарь ЦК КП Молдавской ССР, 1-й секретарь ЦК ЛКСМ Молдавской ССР, председатель Кишинёвского горисполкома. Депутат Верховного Совета Молдавской ССР IX—XI созывов. Депутат Парламента Республики Молдова. Член ЦК КПСС в 1990—1991 годах. Кандидат , доктор экономических и философских наук .

## Биография
Родился 7 января 1943 года в крестьянской семье. В 1965 году окончил Кишинёвский политехнический институт имени Сергея Лазо.
В 1965 году — мастер Котовского строительного управления Кишинёвского треста «Сильстрой» Молдавской ССР.
С 1965 по 1966 год служил в Советской армии.
Член КПСС с 1966 года.
С 1966 года — мастер Котовского строительного управления Кишинёвского треста «Сильстрой» Молдавской ССР.
В 1967—1971 годах — 2-й секретарь, 1-й секретарь Котовского районного комитета ЛКСМ Молдавской ССР.
В 1971—1973 годах — инструктор, ответственный организатор отдела комсомольских органов ЦК ВЛКСМ в Москве.
В 1973—1974 годах — секретарь ЦК ЛКСМ Молдавской ССР.
В 1974—1980 годах — 1-й секретарь ЦК ЛКСМ Молдавской ССР.
Делегат XXV съезда КПСС.
В 1980—1982 годах — 1-й секретарь Октябрьского районного комитета КП Молдавской ССР города Кишинёва.
В 1982 году окончил Академию общественных наук при ЦК КПСС в Москве.
В 1982—1987 годах — заведующий отделом промышленности ЦК КП Молдавской ССР.
В 1987 — мае 1989 года — председатель исполнительного комитета Кишинёвского городского совета народных депутатов.
11 мая 1989 — 19 мая 1990 года — секретарь ЦК КП Молдавской ССР.
19 мая 1990 — август 1991 года — 2-й секретарь ЦК КП Молдавской ССР.
5 апреля 1994 — 25 января 1997 — вице-премьер-министр правительства Республики Молдова.
25 января 1997 — 21 мая 1998 года — 1-й вице-премьер-министр правительства Республики Молдова — министр экономики и реформ Республики Молдова.
С 1997 года — депутат парламента Республики Молдова, председатель Партии социальной демократии Республики Молдова «Фурника».
21 декабря 1999 — 22 ноября 2000 года — министр науки и образования Республики Молдова.
С 2005 по 2009 год — депутат парламента Республики Молдова по спискам партии Демократический избирательный блок Молдовы.
Затем — на пенсии.
Гуцу выпустил книгу «Республика Молдова: 30 лет до и после распада Советского Союза». Презентация книги состоялась 28 октября 2023 года в Кишинёве.

## Награды
- Орден Республики (Республика Молдова) (2012)
- Орден «Знак Почёта» (СССР) (1986)
- Медали